# Restes prehistòriques de ses Males Cases
Les restes prehistòriques de ses Males Cases és un jaciment arqueològic prehistòric situat al lloc anomenat Tanca des Porcs, a la possessió de ses Males Cases, al municipi de Llucmajor, Mallorca.
En aquest jaciment s'hi troben tres clapers: a un d'ells, a la cara nord, es pot veure la cara interior i exterior d'una filada; un altre dels clapers té una peça de llinda a una alçària aproximada d'un metre; i al tercer s'observa una filada de pedres a la cara nord. En tota la zona s'ha localitzat ceràmica en superfície.